# 독일어 양태불변화사
독일어에서 양태불변화사(modal particle, 독 Modalpartikel, Abtönungspartikel) 혹은 양태소사는 독일어 구어 언어사용역에서 즉흥적으로 발생하는 구어에서 주로 사용되는 비굴절단어(uninflected word)이다. 화자나 서술자의 기분이나 태도를 반영하거나, 초점(focus, 새롭게 나타나거나 기존 정보로 예측할 수 없거나 기존 정보와 대조적인 내용의 정보)을 강조하는 역할 두 가지가 있다.
종종 양태불변화사(modal particle)는 모호하거나 전체 맥락에 의존하는 효과를 가진다. 화자는 'doch mal', 'ja nun', 'ja doch nun mal' 같은 불변화사를 섞어 쓰기도 한다. 구어의 전형적인 특징이다.
독일어와 같은 계열 언어인 영어와 비교했을 때, 독일어 단어 대부분은 영어로 무난히 번역되지만, 양태불변화사는 영어에 대응하는 단어가 없어 번역하기 어렵다.

## 용례

### 1. halt, eben, einmal(mal)
halt, eben과 einmal(이 글에서는 전체)과 nun einmal (축약 : nun mal)은 문장 내 표현된 불쾌할 수도 있는 사실도 바뀔 수 없고 수용되어야 한다는 뜻이다. Halt와 nun mal은 eben보다 구어적이다. 영어로는 'as a matter of fact'나 'happen to' 정도로 번역된다.
(독) Gute Kleider sind eben teuer.
(영) Good clothes are expensive, and it can't be helped. / Good clothes happen to be expensive.
(한) 좋은 옷은 오로지 정확히 딱 비싸다. 그러니 어쩔 수 없다. / 좋은 옷은 그냥 우연히 비싼 것이다.
(독) Er hat mich provoziert, da habe ich ihn halt geschlagen.
(영) He provoked me so I hit him – what did you expect? (그가 나를 도발하였고 그래서 나는 그를 때렸다. 너는 무엇을 기대했는가?)
(한) 그는 나를 도발하였고, 나는 그를 참으로 말그대로 그렇게 할 수 밖에 없어 그냥 때렸다.
(독) Es ist nun einmal so.
(영) That's just how it is.
(한) 그것은 그냥 단순히 그렇다.
einmal 혹은 줄여서  mal (영어 직역 'once'(한번), 대강 의역 'for once'(이번 한번만))은 또한 행동의 신속성을 가리키며, 지시를 내포하기도 한다. 반면 문장에 무심함(casualness)을 부여하기도 하며 덜 직설적인 느낌을 준다.
(독) Hör mal zu!
(영) Listen! 혹은 Listen to me"
(한) 잘 들어!
(독) Beeile dich mal!
(영) Do hurry up!
(한) 서둘러!
(독) Sing mal etwas Schönes!
(영) Why don't you sing something pretty?
(한) 아름다운 것을 부르는 것은 어때?
(독) Schauen wir mal.
(영) (직역) Let's take one look. (의역) Let's just relax and then we'll see what we'll be doing.
(한) (직역) 우리 한번 보자. (의역) 우리 잠시 쉬자, 그러면 우리가 할 일을 알 것이다.

### 2. ja
ja(영어 직역 "you know"/"everyone knows"/"I already told you")는 청자가 이미 사실을 알고 있고 자신의 언급이 상기시켜주는 것이나 결론이 되도록 의도한다는 뜻이다.
(독) Ich habe ihm ein Buch geschenkt, er liest ja sehr gerne.
(영) I gave him a book as, you know, he likes to read.
(한) 나는 그에게 책을 한 권 주었는데, 아시겠지만 그는 책 읽는 걸 무척 좋아한다.
(독) Heidi ist ja ein Kind.
(영) Heidi is a child as you can see.
(한) 하이디는 보시는 바와 같이 어린아이입니다.

### 3. doch, schon
doch는 몇 가지 의미가 있다. 확언의 의미로 사용되거나 강조, 긴급, 조급의 감정을 전달한다. 또한 청자나 다른 사람의 입장에서, 사실에 근거하거나 가정하거나 선제적으로 대답한 반대, 주저, 잘못된 추정에 대한 응답이기도 하다. 다른 상황에서는 다른 효과를 갖기도 한다.
역으로 doch는 의심을 표현할 수 있으며, 문어에서는 확언의 의미와 의심의 의미가 모호하여 맥락에 따라 다르다. 구어에서 doch는 강조 유형에 따라 구별될 수 있다.
(독) A: Gehst Du nicht nach Hause? / Doch, ich gehe gleich.
(영) A: Are you not going home? / B: Oh, yes, I am going in a moment. (부정 의문문에 대한 확언, 혹은 의무)
(한) A: 집에 안 가니? / B: 응, 곧 가. (집에 안 가냐는 부정의문문에 대해 반대의 의미인 긍정형 대답을 함)
(독) Komm doch her!
(영) Do come here! (강조)
(한) 이리 와! (상대가 무엇을 하든 상관없이, 나의 판단이 옳다고 강조하고 이리로 올 것을 종용함)
(독) Komm doch endlich her!
(영) Do come on! Get a move on! (보다 강조하면서도 조급함이 있음)
(한) 어쨌든 이리 와! ('결국', '필경', '좌우지간', '어쨌든'이라는 의미의 endlich를 사용하여, 상대의 상황이나 의견에 반대하거나 그와 상관 없이, 결국에는 이쪽으로 올 수 밖에 없다는 것을 드러내어 화자의 조급한 마음을 보임)
(독) Ich habe dir doch gesagt, dass es nicht so ist.
(영) I did tell you that it isn't like that. 혹은 I told you it isn't like that, didn't I?
(한) 나는 너한테 얘기했잖아, 그게 아니라는 걸. 아니야? (상대가 모르거나 잘못 추정하고 있는 사실에 대하여 반대하고, 자신이 한 말을 강조)
(독) Ich kenne mich in Berlin aus. Ich war doch letztes Jahr dort.
(영) I know my way around Berlin. I was here last year, after all/as a matter of fact.
(한) 나는 베를린을 훤히 알고 있다. (너는 몰랐겠지만) 어쨌든/사실 나는 작년에 여기 있었(기 때문이)다. (상대방의 잘못된 혹은 모르는 사실로서 '자신이 베를린에 있었다'는 것을 제시하여 바로잡는다는 어감)
이런 식으로, doch는 강세 있는 schon(=영 indeed)과 비슷하지만, 유강세 schon은 진술의 실제적 단서를 의미한다. 이는 aber(=영 but)가 들어간 절에 의해 노골적으로 드러나기도 한다.
(독) Ich war schon auf der Party, aber Spaß hatte ich nicht.
(영) I was indeed at the party, but I did not enjoy myself.
(한) 나는 사실 그 파티에 있었지만, 재밌지는 않았다. (상대방이 모르는 사실을 지적하는 것이 아니라, 상대방이 전혀 몰랐으며 몰랐어도 아무런 지적 대상이 되지 않는다는 전제 하에 객관적이고 담담하게 자신이 파티에 있었다는 사실을 제시)
'이미(=영 already)'라는 뜻의 무강세 schon과는 헷갈려서는 안된다. 그러나 문어에서 무강세 schon은 다른 부사를 추가하는 등 맥락에 의해 실수 없이 해석되거나 같은 '이미'라는 뜻의 bereits로 대체되기도 한다.
(독) Ich war schon (/bereits) auf der Party, aber Spaß hatte ich (noch) nicht.
(영) I was already at the party, but I had not (yet) been enjoying myself.
(한) 나는 이미 파티에 있었지만, (전혀) 즐겁지는 않았다.
다른 맥락에서, doch는 문장 내 서술된 행동이 발생할 가능성이 적다는 것을 보여준다.
(독) Du bist also doch gekommen!
(영) You came after all.
(한) 너 어쨌든 왔잖아! (사실은 안 왔을 가능성이 높은데도 그랬다고 우기는 것)
(독) Ich sehe nicht viel fern, aber wenn etwas Gutes kommt, schalte ich doch ein.
(영) I don't watch much TV, but I do tune in if something good comes on.
(한) 나는 TV를 많이 안 보지만, 좋은 것이 나올 때에는 반대로 집중하여 본다. (평소에는 TV를 잘 안 보지만, 평소의 습관과 달리 흥미로운 것이 나오면 많이 본다는 뜻)

### 4. gar, total
gar는 진술, 완전성, 전무(全無)를 강조한다.
(독) Ich besitze gar kein Auto.
(영) I'm afraid I have no car [at all].
(한) 나는 자동차를 전혀 갖지 못할까 걱정된다.
문장 초반에, 특히 문학 작품에서, gar는 다른 의미를 갖기도 하며, sogar나 ganz와 호환된다.
(독) Gar die Lehrerin hat über dich gelacht!(여기서 gar는 양태불변화사가 아니다.)

```
    = 
Sogar
 die Lehrerin hat über dich gelacht!
```

(영) Even the teacher laughed at you!
(한) 선생님조차도 널 비웃으신다!
(독) Gar 20 Jahre lebe ich jetzt schon hier.

```
    = 
Ganze
 20 Jahre lebe ich jetzt schon hier.
```

(영) I already have been living here for two entire decades.
(한) 나는 이미 온전히 20년을 여기에서 살아 왔다.
무언가가 전무하다는 의미를 표현하는데 있어서 rein(순전히)이 gar 앞에 나오기도 한다.
(독) Ich habe rein gar nichts gemacht!
(영) I did absolutely nothing!
(한) 나는 완전히 아무것도 안 했다!
total(완전히)은 형용사나 부사 용법 외에도 양태불변화사로 사용하여 반어(irony)를 표현한다. 영어로 'well', 'really', 'let me think...'로 번역된다.
(독) A: Hast du Lust meinen Geschirrspüler auszuräumen? / B: Total...
(영) A: Do you wanna empty my dishwasher? / B: Let me think... no!
(한) A: 식기세척기를 비우길 원하니? / B: 완전히 (아니야)!
(독) Ich musste heute drei Stunden beim Arzt warten... hat total Spaß gemacht...
(영) Today I had to wait for three hours at the doctor's office... it really was a lot of fun!
(한) 나는 3시간 동안 의사의 사무실에서 기다려야 했다... 완전 재밌었네!

### 5. aber
aber는 접속사가 아닐 때에는 doch와 비슷하며, 미리 말하거나 내포된 주장에 대한 반대 의미이다. 대안적으로, aber를 넣어 놀람을 표할 수 있다.
(독) Du sprichst aber schon gut Deutsch!
(영) But you do already speak good German!
(한) 하지만 너는 독일어를 잘 하잖아!
(독) Du sprichst aber gut Deutsch!
(영) Wow, do you speak good German!
(한) 와, 독일어를 잘 하네!

### 6. sowieso, ohnehin, eh
sowieso, ohnehin 혹은 eh는 영어로 'anyway(s)'를 의미하며, 주장을 강조하는데 사용한다. 특히 남독일어에서 eh는 구어적으로 가장 흔하다. 이 모든 것이 선행하는 doch에 의해 강조될 수 있다.
(독) Ich hab ihm eh gesagt, dass er sich wärmer anziehen soll.
(영) I told him to put on warmer clothes in the first place.
(한) 나는 어쨌든 따뜻한 옷을 입으라고 그에게 말하였다.
(독) Das ist eh nicht wahr.
(영) That's not true anyway.
(한) 그것은 어쨌든 사실이 아니다.

### 7. vielleicht
vielleicht는 양태불변화사로서 강조에 사용되며, '아마도'를 의미하는 부사 'vielleicht'와는 헷갈려서는 안 된다.
(독) Das ist vielleicht ein großer Hund!('Das'에 강조점을 두면서)
(영) That's quite a large dog!
(한) 그것은 확실히 큰 개가 아니다.
그러나
(독) Vielleicht ist das ein großer Hund. Es ist schwer zu erkennen.
(영) Maybe that's a large dog. It's difficult to tell.
(한) 아마도 그것은 큰 개일 것이다. 식별하기 어렵다.

### 8. fei
fei는 더 이상 부사 'fein'(영 finely)으로 인식되지 않으며, 고지대 독일어(Upper German) 방언 특유의 양태불변화사이다. 무언가 중요한 것이 청자에게 놀라움이 될 것이라는 것을 말한다. 표준독일어로 적절히 번역하기는 어려우며, 최선의 방법으로 강한 확정적 의미를 갖는 것의 절제된 표현을 대신 사용한다. 영어에서는 '그리 생각된다(I should think)' 혹은 '그저 말하자면(just to mention)' 정도가 문맥에 따라 사용될 수 있다.
(스와비아 방언) Des kôsch fei net macha!
(표준독일어) Das kannst du (eigentlich wirklich) nicht machen
(영어) You can't do that! / If you do look at it, you really can't do that. / You can't, I should think, do that.
(바바리아 방언) I bin fei ned aus Preissen!
(표준독일어) Ich bin, das wollte ich nur einmal anmerken, nicht aus Preußen. / Ich bin wohlgemerkt (gar) nicht aus Preußen.
(영어) Just to mention, I'm not from Prussia.

### 9. wohl
wohl은 vermutlich(아마도)나 wahrscheinlich(그럴듯한)와 같은 인식 관련 부사 대신, 혹은 강한 반대 표현에 사용되기도 한다. 글자 그대로 probably나 seemingly 등으로 번역되기도 한다.
(독) Es wird wohl Regen geben.
(영) It looks like rain. / It's probably going to rain.
(한) 오늘 아마 비가 올 것 같다. /
(독) Du bist wohl verrückt!
(영) You must be out of your mind.
(한) 너는 정말 미쳤구나!

## 같이 보기
- V1 어순
- 겸자구조
- 독일어
- 독일어 관사
- 독일어 대명사
- 독일어 동사
- 독일어 동사활용
- 독일어 명사
- 독일어 명사화
- 독일어 문법
- 독일어 문장 구조
- 독일어 문장 유형
- 독일어 발음
- 독일어 병렬 생략
- 독일어 부사구
- 독일어 불변화사 목록(1996년 정서법 개정안)
- 독일어 양태불변화사
- 독일어 접두사동사 및 불변화사동사
- 독일어 접속법
- 독일어 정서법
- 독일어 주어 내부 생략
- 독일어 태
- 독일어 형용사
- 독일어 환치사

## 참고문헌
- Bross, Fabian (2012). “German modal particles and the common ground” (PDF). 《Helikon. A Multidisciplinary Online Journal》: 182–209.
- Durrell, Martin; Arnold, Edward (1991). 《Hammer's German Grammar and Usage》. Hodder and Sloughton. ISBN 0-340-50128-6.
- Collier, Gordon; Shields, Brian (1977). 《Guided German-English translation: ein Handbuch für Studenten》. ISBN 3-494-00896-5.
- Sérvulo Monteiro Resende, Die Wiedergabe der Abtönungspartikeln doch, ja, eben und halt im Englischen auf der Grundlage literarischer Übersetzungen, Dissertation (1995)